# Garoafa
Garoafa é uma comuna romena localizada no distrito de Vrancea, na região de Moldávia. A comuna possui uma área de  km² e sua população era de 4735 habitantes segundo o censo de 2007.